# Лукашівка (Уманський район)
Лукаші́вка — село в Україні, у Монастирищенській міській громаді Уманського району Черкаської області. Розташоване на обох берегах річки Юшка (притока Гірського Тікичу) за 24 км на північ від міста Монастирище. Населення становить 672 особи.

## Галерея

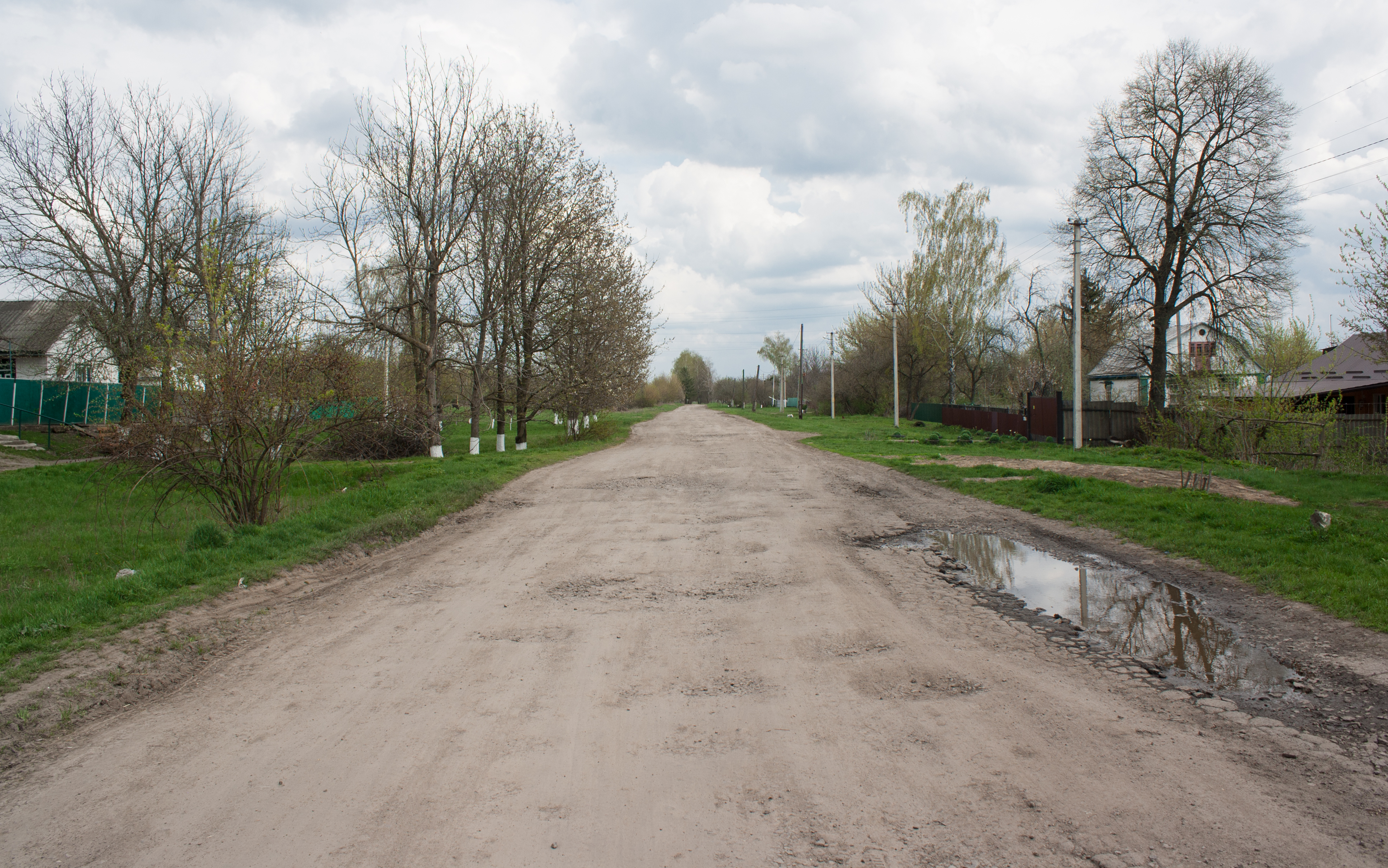
Вулиця Бастракова
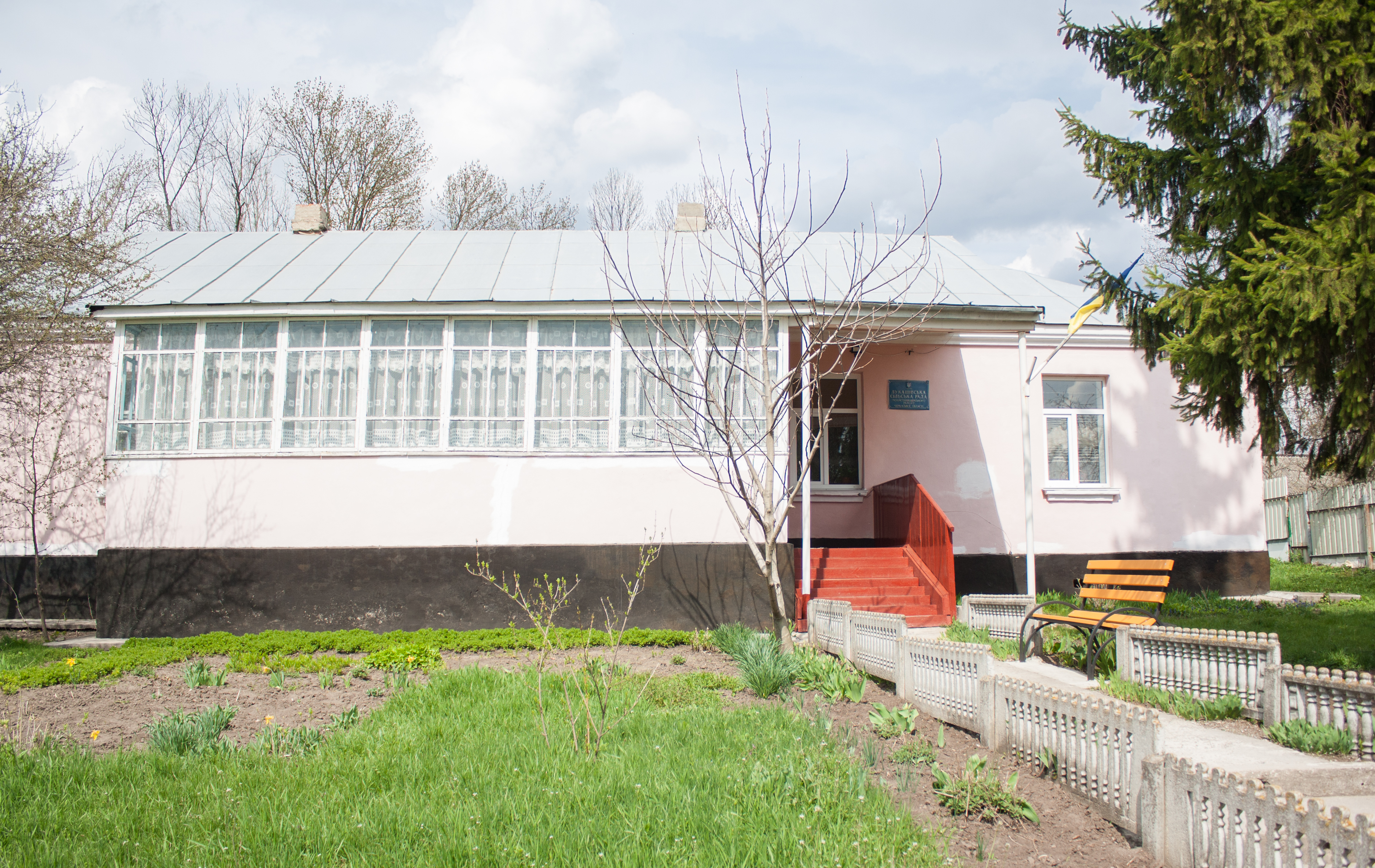
Сільська рада
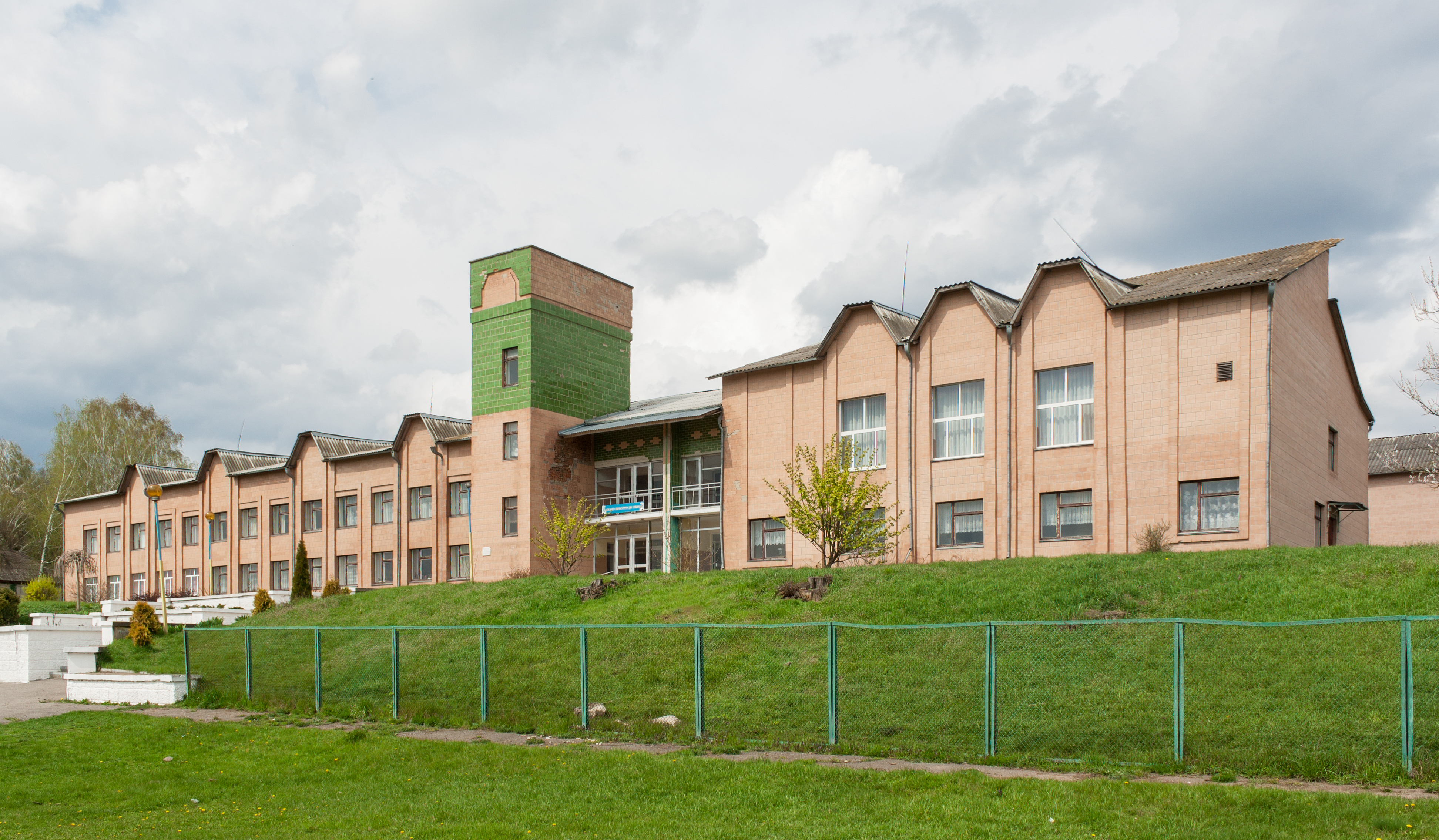
Школа
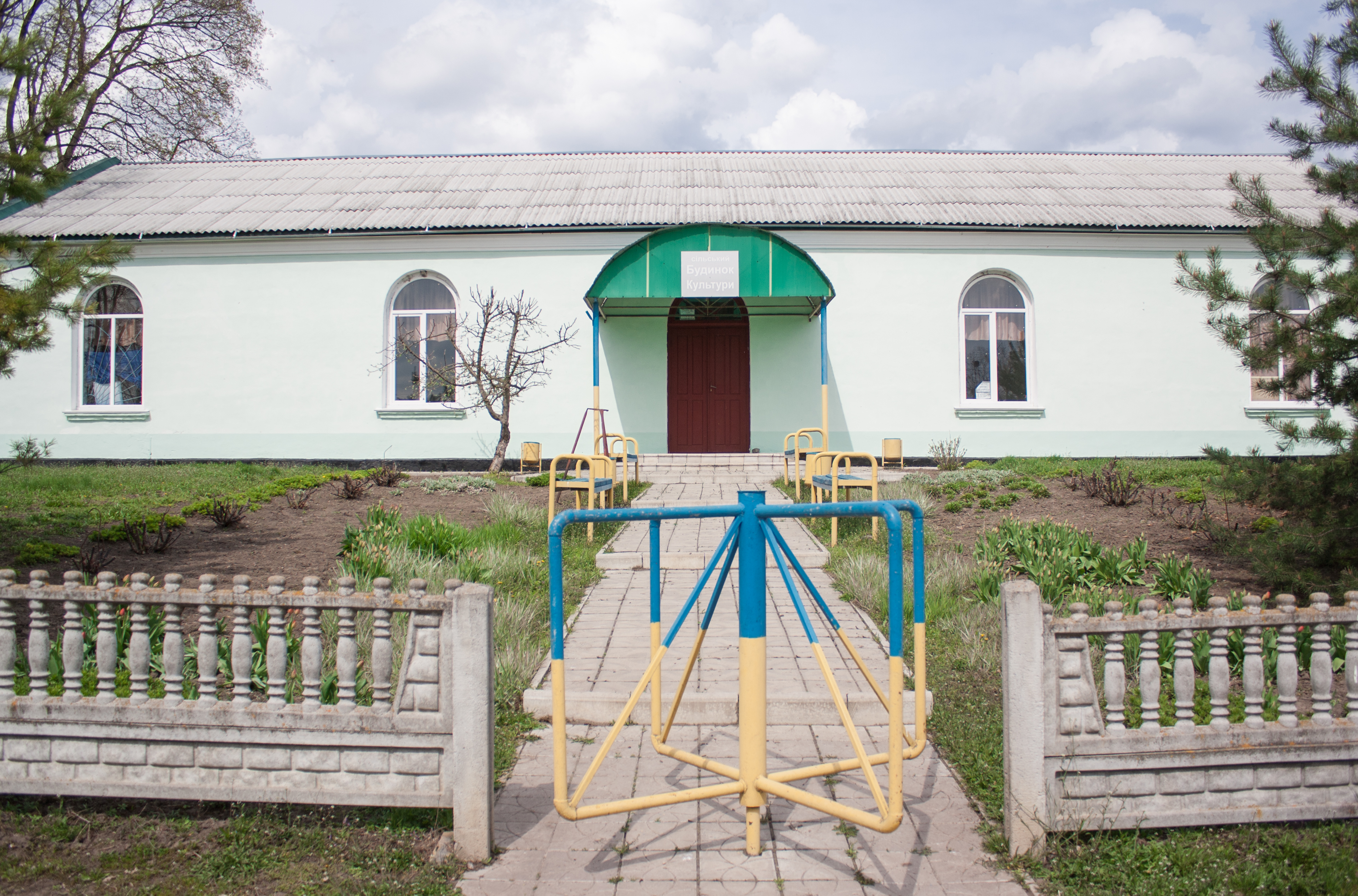
Будинок культури
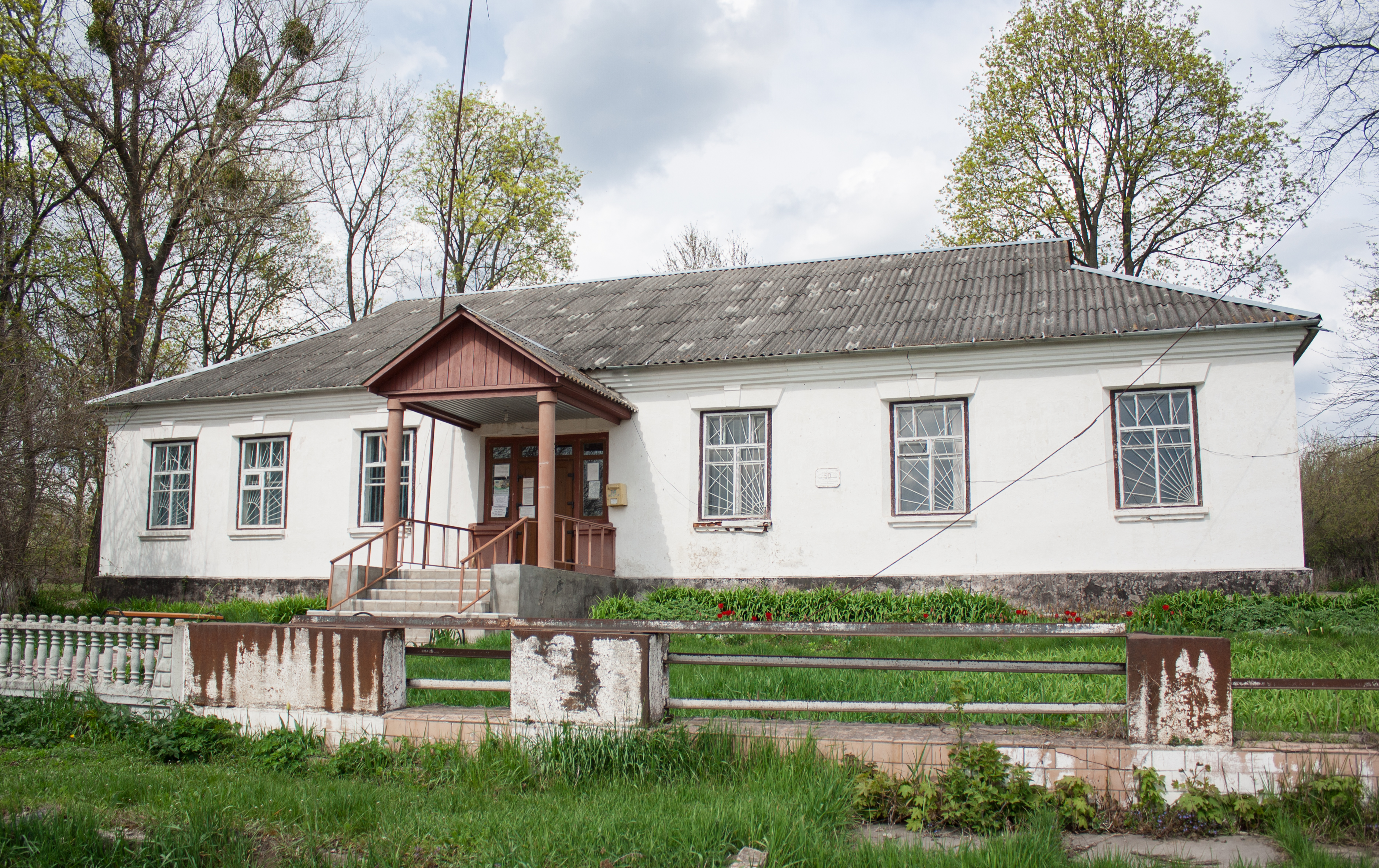
Пошта
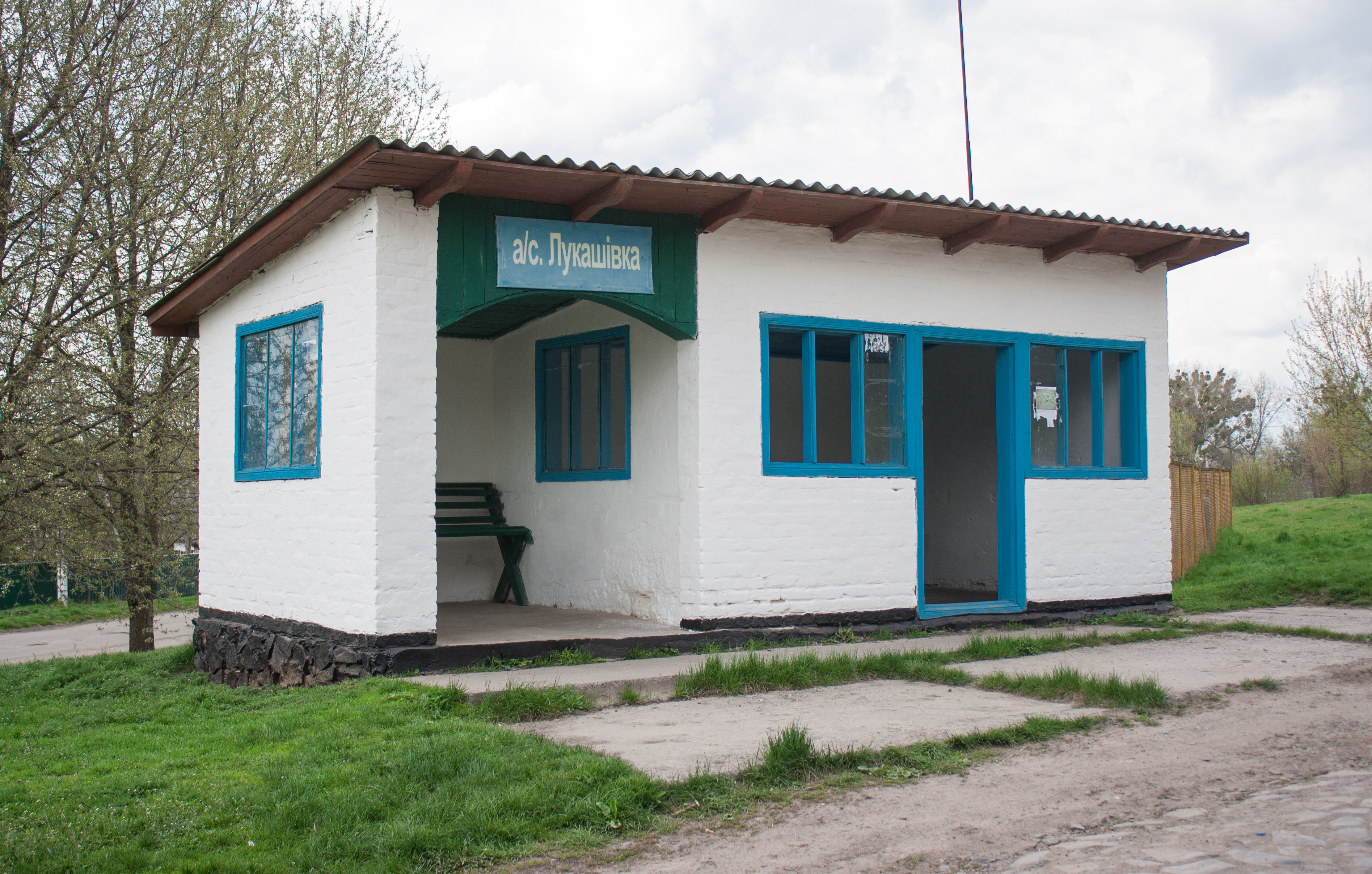
Автобусна зупинка
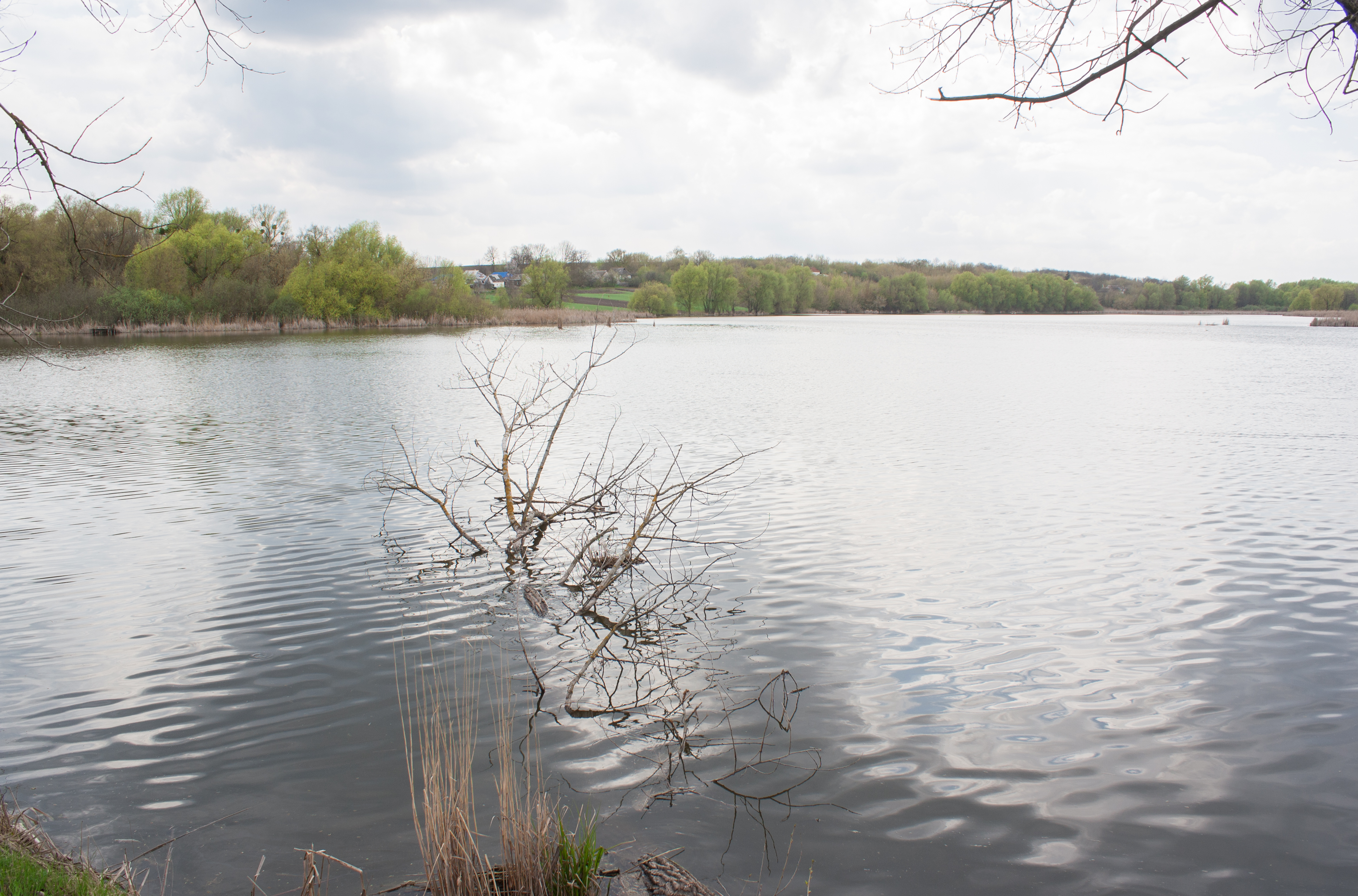
Ставок на річці Юшка
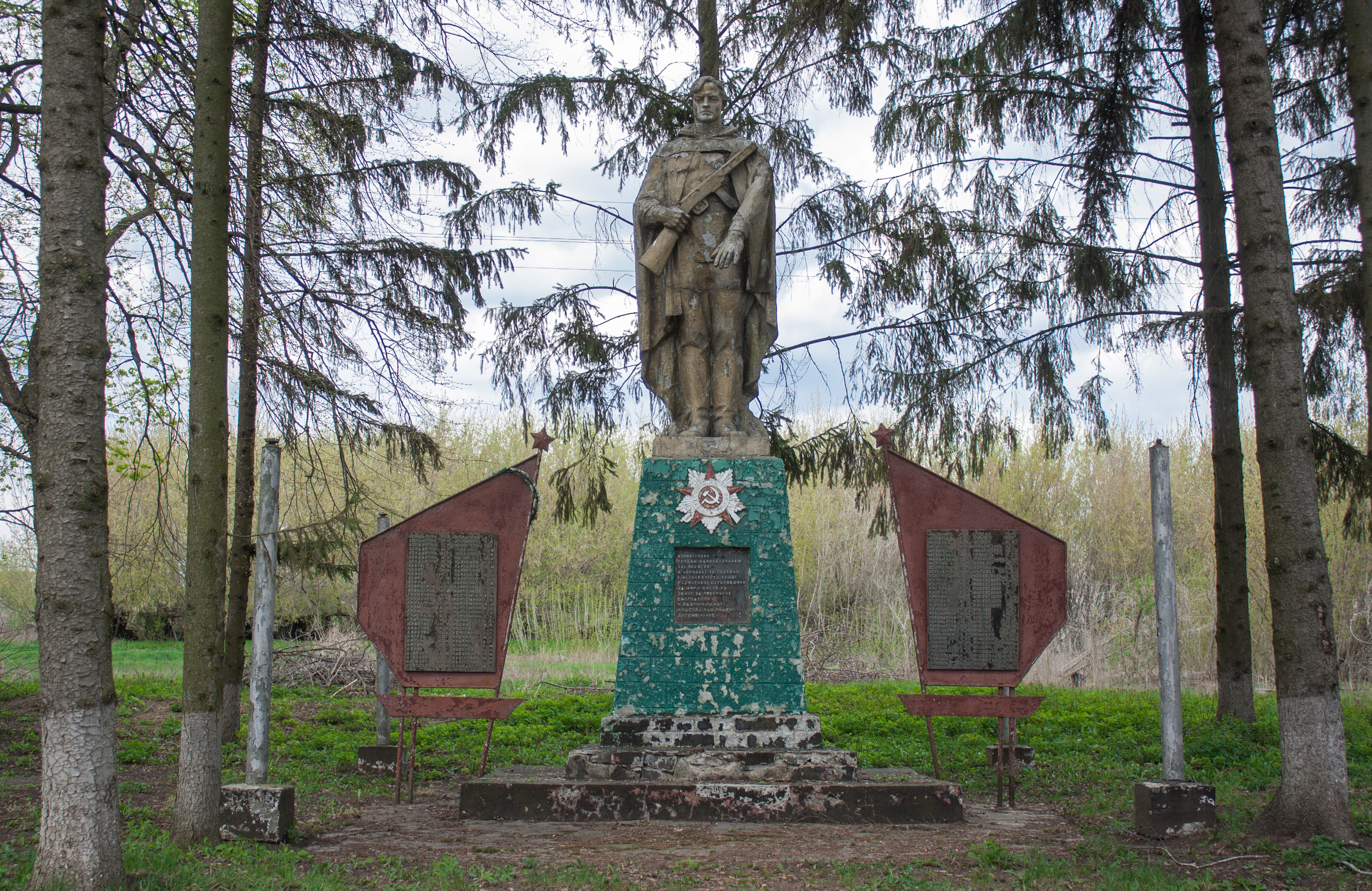
Пам'ятник воїнам-односельцям
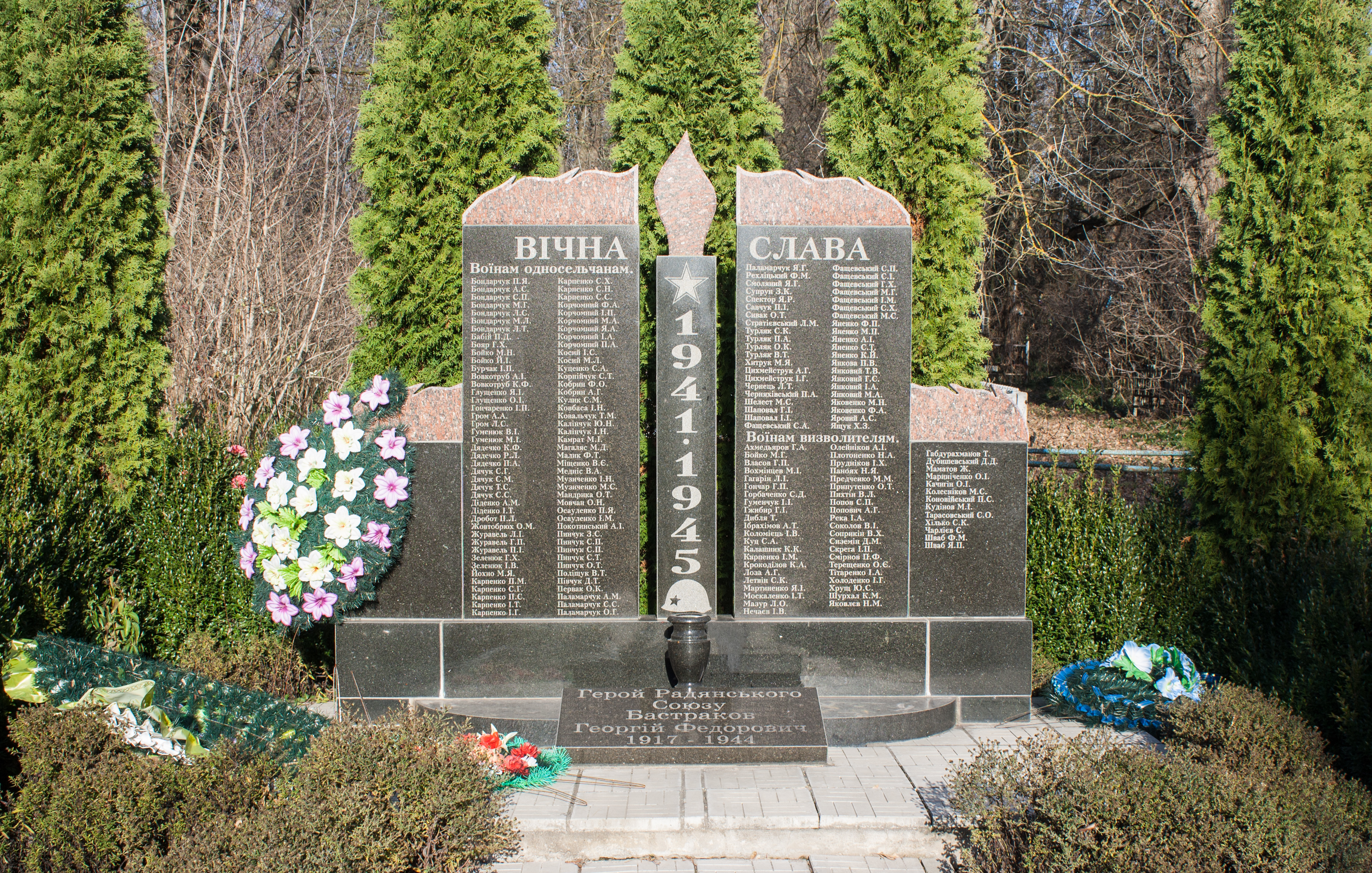
Братська могила радянських воїнів
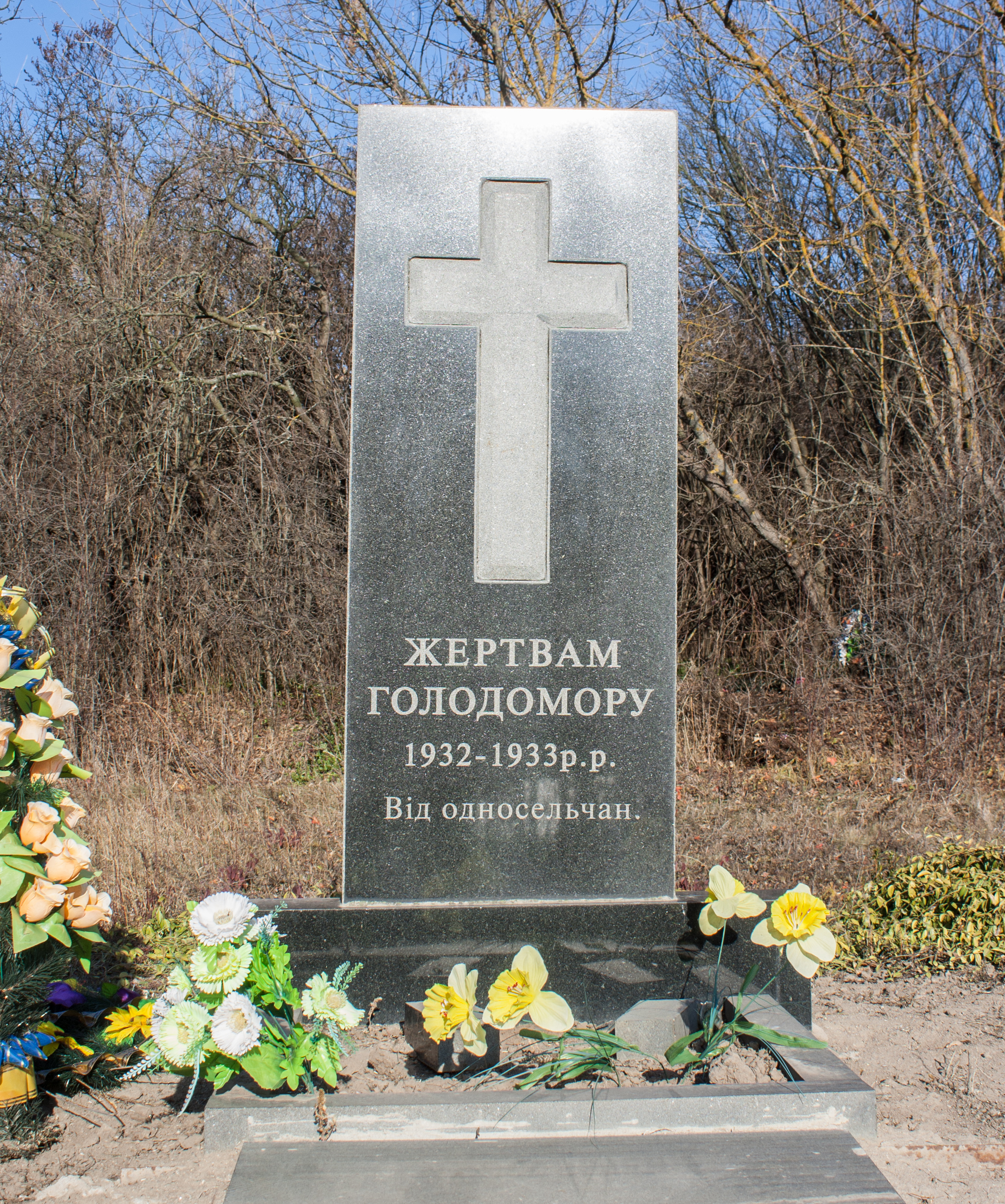
Пам'ятний знак жертвам Голодомору

## Відомі люди
- Маґаляс Стефан Дем'янович (архімандрит Святослав) (15 вересня 1898 — 1970-ті рр., Маямі, Флорида, США) — хорунжий 1-ї Української юнацької військової школи ім. Б. Хмельницького, учасник бою під Крутами, ігумен скиту в Грімсбі, активіст Союзу бувших українських вояків (Канада). У 1960-х роках — настоятель української православної громади при церкві Св. Миколая в Маямі. Помер у 1970-х роках і похований, очевидно, біля православної церкви, яку звів у Маямі.